# Cana Verde
Cana Verde es un municipio brasileño del estado de Minas Gerais. Su población estimada en 2010 era de 5589 habitantes.
Sus principales riquezas son el café, la ganadería extensiva y el comercio.